# Борисов, Игорь Петрович
Игорь Петрович Борисов (бел. Ігар Пятровіч Барысаў; р.24 мая 1982, Могилёв) — белорусский политик, журналист. С 11 марта 2018 года председатель Белорусской социал-демократической партии (Грамада). Магистр политических наук[значимость факта?].

## Биография
Родился в семье рабочих. В 2004 году окончил Белорусско-Российский университет (Могилёв), в 2009 году — Европейский гуманитарный университет (Вильнюс). Имеет дипломы инженера-электрика и политолога.
В 2004—2006 годах работал на заводе «Могилёвлифтмаш», в 2009 году — в организации «Служба комплектации трубопроводов — завод полимерных труб». В обоих случаях был уволен за политическую деятельность. Сейчас работает менеджером в частной фирме.
В 2018 году он с семьей переехал в Минск.
Женат, воспитывает двух дочерей.

## Политическая деятельность
В БСДП (Грамада) с 2001 года. С 3 августа 2008 года — член ЦК БСДП, с 2009 года отвечает за партийную работу в Могилевской области, а также является членом Президиума БСДП. С октября 2010 года занимал должность заместителя председателя партии. С 13 марта 2016 года первый заместитель председателя БСДП. С 11 марта 2018 года председатель БСДП.
Член независимого профсоюза работников радиоэлектронной промышленности (РЭП) и Белорусской ассоциации журналистов.

## Журналистская и редакционная деятельность
Один из учредителей независимой региональной газеты «НАШ Могилев» (2006—2017). Вышло 102 номера. Главный редактор газеты «НАШ Могилев» в 2010—2017 годах.
Главный редактор партийного журнала Рабочей группы «Женщины БСДП» «Отражение» (2011—2016). Вышло 9 номеров.
Главный редактор аналитического журнала БСДП «Позиция» (с 2018 г.). Автор брошюр «Белорусская социал-демократия и диктатура» (2014), «Что такое Декрет № 3 и как его обойти?» (2015), инициатор разработки Программы действий БСДП (2017).
Регулярно публикует свои статьи в газете «Народная воля» и на сайте Naviny.by.